# 6-й Киевский корпус (РПАУ)
6-й Киевский корпус, также Киевский повстанческий корпус, Киевская группа РПАУ (укр. 6-й Київський корпус (РПАУ)) — воинское формирование Революционной повстанческой армии Украины; один из 4 корпусов, который был создан в октябре 1919 года, просуществовал до 1920 года.

## Структуа
Корпус состоял из полков, полки из батальонов и дивизионов, батальоны и дивизионы с рот и сотен, роты и сотни из взводов, взводы из полувзводом .
- Григорьевский батальон
- 5-й Гуляйпольский полк (3-го корпуса РПАУ)

## История
В конце сентября 1919 года Штармом РПАУ в селе Верблюжки, была создана Киевская группа РПАУ из батальона бывших григорьевцев и 1 махновского полка, командиром был назначен Рябонов; его помощник — Калюжный.
Группе было дано указание вернуться в село Песчаный Брод, найти Н. Махно передать ему распоряжение штарма и совета РПАУ. Также повстанческая группа должна была занять район Умани, Тараще, Корсуня, Звенигородки в окрестностях которых махновцы должны были заняться формированием «Киевского Повстанческого Корпуса», созданный корпус должен был вести боевые операции в заданном районе, подбирать раненых махновцев и повстанцев которые остались в Уманском районе.
1 октября группа из села Верблюжки отправилась в указанный район.
17 ноября Киевская группа Рябонова в Корсунскому районе заняли Ставище и Канев, уничтожив и вытесняя силы генерала Драгомирова на Володарку.

## Второе формирование
В ноябре 1919 года в составе 3-го Екатеринославского корпуса (РПАУ) была созданна группа " Вольно-Казачья Повстанческая Екатеринославщины " во главе с Гладченко, в дальнейшем штарм предполагал что в состав этой группы войдет Среднеднепровская группа , и другие мелкие отряды в районе Каменское, Знаменка, Долинская , после чего группа развернеться в 6-й Киевский корпус и выйдет из состава 3-го корпуса но этого так и не произошло.

## Численность
Начало октября 500-1000.

## Вооружение
Начало октября 500 штыков, 20 сабель, 4 пулемёта.